# Nordic light (musikalbum)
För andra betydelser, se Nordic light.
Nordic Light från 1984 är ett musikalbum med Anders Jormin. Skivan innehåller Jormins arrangemang av kända verk av nordiska tonsättare. Albumet återutgavs 2000 på cd med två bonusspår.

## Låtlista
1. Jesus för världen givit sitt liv [singelversion] (Fredrik August Ekström) – 5:51
2. Hyllningsmarsch ur Sigurd Jorsalfar (Edvard Grieg) [singelversion] – 7:01
3. Solveigs vuggesang ur Peer Gynt (Edvard Grieg) – 7:31
4. Jungfrun under lind (Wilhelm Peterson-Berger) – 5:28
5. Tonerna (Carl Sjöberg) – 7:19
6. Hyllningsmarsch ur Sigurd Jorsalfar (Edvard Grieg) – 5:36
7. Opus 41 ('Dimman lättar') (Carl Nielsen) – 9:19
8. Jesus för världen givit sitt liv (Fredrik August Ekström) – 7:08

Spår 1 och 2 är bonusspår på cd-utgåvan från 2000.

## Medverkande
- Anders Jormin – bas
- Thomas Gustafson – tenor- och sopransax
- Bobo Stenson – piano
- Christian Jormin – trummor, slagverk